# زويدات (الريف الشرقي)
زويدات (بالفارسية: زویدات) هي قرية تقع في إيران في قسم الريف الشرقي الريفي. يقدر عدد سكانها بـ 61 نسمة بحسب إحصاء 2016.